# Головин (село)
Головин (укр. Головин) — село в Ровненском районе Ровненской области Украины. Административный центр Головинской сельской общины.
До 2020 года входило в Костопольский район.
Население по переписи 2001 года составляло 1004 человека. Население по данным 2025 года составляет 871 человек. Почтовый индекс — 35041. Телефонный код — 3657. Код КОАТУУ — 5623480801.